# Brussel Brost

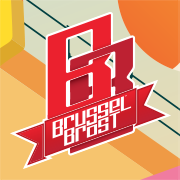
Brussel Brost

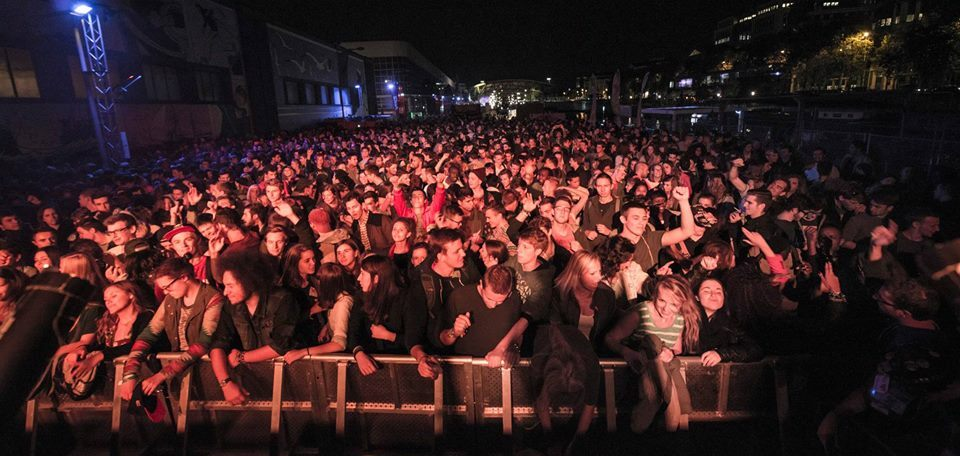
Publiek aan de mainstage

Brussel Brost is een gratis Belgisch muziekfestival dat sinds 2010 jaarlijks eind september plaatsvindt in Brussel. Het festival gaat sinds 2018 door op de site van Tour & Taxis.
Brussel Brost is een initiatief van Brik - Student in Brussel.

## Edities
Editie 201020/10/2010. Line-up: School is Cool - Pan Spherics - Vermin Twins - The Opposites - Willie Wartaal - The Sore Losers - Filip Kowlier - The Oddword - Thang - Partyharders vs Highbloo - One Man Party - Turbtable Dubbers - Mish Mash - TLP - Skyve Revue
Editie 201129/09/2011. Line-up: The Herfsts - Dj Gadeyne – Teddiedrum – VILLA - The Sore Losers - Das Pop -  UpTight - Sax Paintings – Uptight - Wim Carels + Niklaas Van den Abeele - Dj Charlie - Kong & Gratts - Sir Vain
Editie 201227/09/2012. Eerste editie op Akenkaai. Line-up: 't Hof van Commerce - AKS live - TLP vs. Murdock - Compact Disk Dummies - Ego Troopers - A.N.D.Y. - Sir Vain - Mezzdub - Cody and the Albatross - Estatik
Editie 201326/09/2013. Tweede podium. Line-up: Bakermat – Murdock - FCL ft. Lady Linn - Lazy Jay - Compact Disk Dummies – Coely - Soldier's Heart - Tout Va Bien - Rhinos Are People Too - Heartbeat Movement – STIKSTOF - Two Dollar Kangaroo -  Mensch, erger je niet
Editie 201425/09/2014. Derde podium, in samenwerking met Brusselse jeugdhuizen. Line-up: Bonfire Lakes - Folie Douce - Warhola – Yawns – Brihang - Poldoore live – Coely - Mensch, Erger Je Niet – Stereoclip – Claptone - Gunther D – Murdock - Elio Salomone – KLBR - DJ Kelieverbier - Wife Mandala - DJ Abstrakt - Kings Low
Editie 201524/09/2015. feder - Raving George - DJ Bobby Ewing - Mensch, Erger Je Niet! - DJ El Bacha - ZwartWerk - Soldiers Heart - Brutus - High Hi - Whispering Sons - Bruselo - Milpool - DJ Masala - Sadziky
Editie 201629/09/2016. Crookers - Stikstof - Woodie Smalls - Faisal - Mensch, Erger Je Niet - Borealis - DJ Cross - Frowst - Protection Patrol Pinkerton - Jacle Bow - Nature Heaten - Yooth - Kristcoe - Anysa
Editie 201728/09/2017. Lefto - Zwangere Guy - TheColorGrey - Faisal - The Lighthouse - Billie Kawende - Beatsforbeaches - Neufchâtel - Mensch, Erger Je Niet - AliA - Louis Vogue - Synik - Mambele - Whatevers - Dhazed - Unusual Records - Borealis
Editie 201827/09/2018. Eerste editie op Tour & Taxis en voor de eerste keer een vierde podium. TheColorGrey - Le 77 - Blu Samu - Haring live - AliA B2B Mambele - Mensch, Erger Je Niet - Vitesse - Danny Blue & The Old Socks - Kiosk Radio Soundsystem - Indigo Mango - De Rand - Red Stags - Alp Emre live - Very Disco Channel - DK
Editie 201926/09/2019. Stikstof - Lefto - Jaguar Jaguar - Mensch, erger je niet - Borokov Borokov - Saudade - Alfred Anders - Jazzdee - Ana Diaz - Gan Gah - Masala - ECHT! - Ruby Grace - Bel-Air
Editie 202130/09/2021. Glints - High Hi - Yellowstraps - Junior Goodfellas X DJ Vega - The Haunted Youth - Ikraaan - Bibi Seck - Mensch, erger je niet - Tukan - Sina Nimone - Lupa Gang Gang Quartet - Shaka Shams - Domoor - Gameboyz2men
Editie 202228/09/2022. Eerste editie in Paleis 12 die volledig cashless is en zich afspeelt tijdens de nachturen. Peet - Chibi Ichigo - Bibi Seck - Willy Organ - Asa Moto - Bona Léa - Ysmé - K4 - All-Turn - Sosu - Anna Globo - Yava - Roza - Rigolo - Osse - Haguy - DJ Elijahman &        Stijn Claes - Oak & Koa - Gucc Imane B2B Femifè
Editie 2023
28/09/2023. Tweede editie in Paleis 12, met een dag- en nachtgedeelte. JAZZ BRAK, Lander & Adriaan, RORI, Blck Mamba, LeBlanc, Lefto Early Bird,     Ide Snake, Aszul, COI, Jade & Naïa, ONHA, Shaka Shams, A Slay, Thegirlfj, 22heures30, Boa Joo, Amina808, MAVEE, ...
Editie 2024
26/09/2024. Eerste editie op de Congresplaats in combinatie met Reset.  Omdat Het Kan, EMILIJA, DTM Funk, Zouzibabe, Frontal Soundsystem, Pelouse Grass Band, DJ Shoplifter x Kairos, Come Correct, WARØ, Où est-ce pe n'este?, Jessica Bouhez, Fred Gata, Alex Lesage, Fantom, Echofarmer, JØMEL